# Крістіан-Петру Чокірка
Крістіан-Петру Чокірка (нім. Christian-Petru Ciochirca, нар. 20 червня 1989, Бухарест) — австрійський футбольний арбітр румунського походження. Арбітр ФІФА з 2020 року.

## Кар'єра
Народився в столиці Румунії Бухаресті, але згодом переїхав у Австрію, отримавши громадянство цієї країни.
З 2017 року став судити матчі австрійської Бундесліги. 14 жовтня 2017 року Чокірка обслужив свій перший матч у чемпіонаті Австрії між «Альтахом» і «Адмірою Ваккер» (2:2), в якому арбітр тричі показав жовту картку.
У єврокубках як головний арбітр дебютував 20 серпня 2020 року під час матчу «Колрейн» — «Ла Фіоріта» в рамках кваліфікаційного раунду Ліги Європи УЄФА; матч закінчився з рахунком 1:0, а Чокірка показав вісім жовтих карток
13 листопада 2020 року відсудив свій перший матч національних збірних, в якому Японія перемогла з рахунком 1:0 Панаму завдяки реалізованому пенальті від Такумі Мінаміно. Під час цього матчу Чочірка показав чотири жовті картки, а також червону панамському голкіперу Луїсу Мехії.